# نور نعیم
نور نعیم (زادهٔ ۲۱ ژوئن ۱۹۹۷، بغداد، عراق) که بیشتر با نام نور استارز شناخته می‌شود، وبلاگ‌نویس و اینفلوئنسر و یوتیوبر اهل عراق است.
او با ساخت و انتشار کلیپ‌های سرگرم‌کننده در کانال خود در یوتیوب به شهرت رسید و کانال یوتیوب او بیش از ۲۰ میلیون عضو دارد که تعداد مشترک‌های آن از مشترک‌های بسیاری از کانال‌های شبکه‌های عربی بیشتر است.

## زندگی
نور در ۲۱ ژوئن ۱۹۹۷ در بغداد متولد شد. او دوران کودکی و نوجوانی خود را در دمشق گذراند و در سال ۲۰۱۲ برای زندگی به ترکیه رفت و به مدت سه سال در ترکیه زندگی کرد. سپس به ایالات متحده نقل مکان کرد تا در در میشیگان زندگی کند.او از سال ۲۰۲۱ به دبی برای زندگی و اقامت رفت و در حال حاضر همراه با مادر و خواهرش در آنجا ساکن است اما برادرش در میشیگان در حال تحصیل کردن است. 

مادر نور عراقی است و پدرش کویتی است، اما مادربزرگ عراقی وی اخیراً اعلام کرد پدر و مادرش هنگام کودکی از هم جدا شده‌اند و نور با مادرش زندگی می‌کرده‌است. نور یک خواهر، بنین نعیم دارد که دارای یک کانال یوتیوب با بیشتر از ۵ میلیون مشترک و یک برادر به نام ولید است و درحال تحصیل است و او نیز یک بوکسور است.

او هم اکنون در دبی اقامت می‌کند.

## زندگی حرفه‌ای
نور کانال یوتیوب خود را در سال ۲۰۱۴ ایجاد کرد و اولین ویدیوی خود را با عنوان «آنچه در موبایل من است» در نوامبر ۲۰۱۴ بارگذاری کرد. نور بیش از ۳۵۰ ویدیو را در یوتیوب بارگذاری کرد که بازدیدهای آن بیش از نیم میلیارد بازدید فراتر رفت.

در تاریخ ۴ مه ۲۰۱۷، مجله فوربز لیست مشهورترین ستاره‌های یوتیوب در جهان عرب را منتشر کرد که نور در صدر این لیست قرار گرفت و در خاورمیانه در رتبه دوم قرار گرفت.